# Marco Braico
Marco Braico (Torino, 31 maggio 1968) è uno scrittore italiano.

## Biografia
Vive a Volvera, in provincia di Torino e insegna matematica e fisica in un liceo scientifico. Laureato in fisica, si è occupato di fisica nucleare all'istituto nazionale di fisica nucleare e al CERN di Ginevra. Dopo essersi ammalato di leucemia nel 2003 ha accolto il suggerimento del suo medico e ha scritto il suo primo romanzo col quale è iniziata la sua attività di beneficenza (grazie anche ai diritti editoriali che ricava da tutti i suoi romanzi) che mette in pratica attraverso l'associazione da lui fondata: La festa dei limoni - Onlus. Le donazioni di cui si occupa personalmente non consistono in denaro ma in cose o servizi per il benessere dei "pazienti malati" come lui li chiama nei romanzi. Televisori, poltrone o strumentazione diagnostica di corsia sono stati donati in molti ospedali di tutta Italia.  
Marco Braico è arbitro della Federazione Italiana Pallavolo nei campionati di Serie A1 femminile e Superlega maschile a partire dal 2003.

## Opere

### Libri
- La festa dei limoni, Effatà, 2009. Nel 2015 la nuova edizione con Edizioni Piemme. (Secondo classificato Premio Internazionale Città di Torino, Secondo Premio Zingarelli - premio Lago Gerundo)

#### Serie del professor Solei
- Metà di tutto, Effatà, 2011. (Secondo classificato premio Lago Gerundo)

- Cuori di panna, Effatà, 2013.

- Teorema del primo bacio, Edizioni Piemme, 2017. (Primo classificato Premio Lago Gerundo)
- Le cose belle sono curve. Edizioni Piemme, 2021.

### Racconti
- 2012 - Gli Angeli non hanno le ali.